# St. Jakob (Waldstetten)

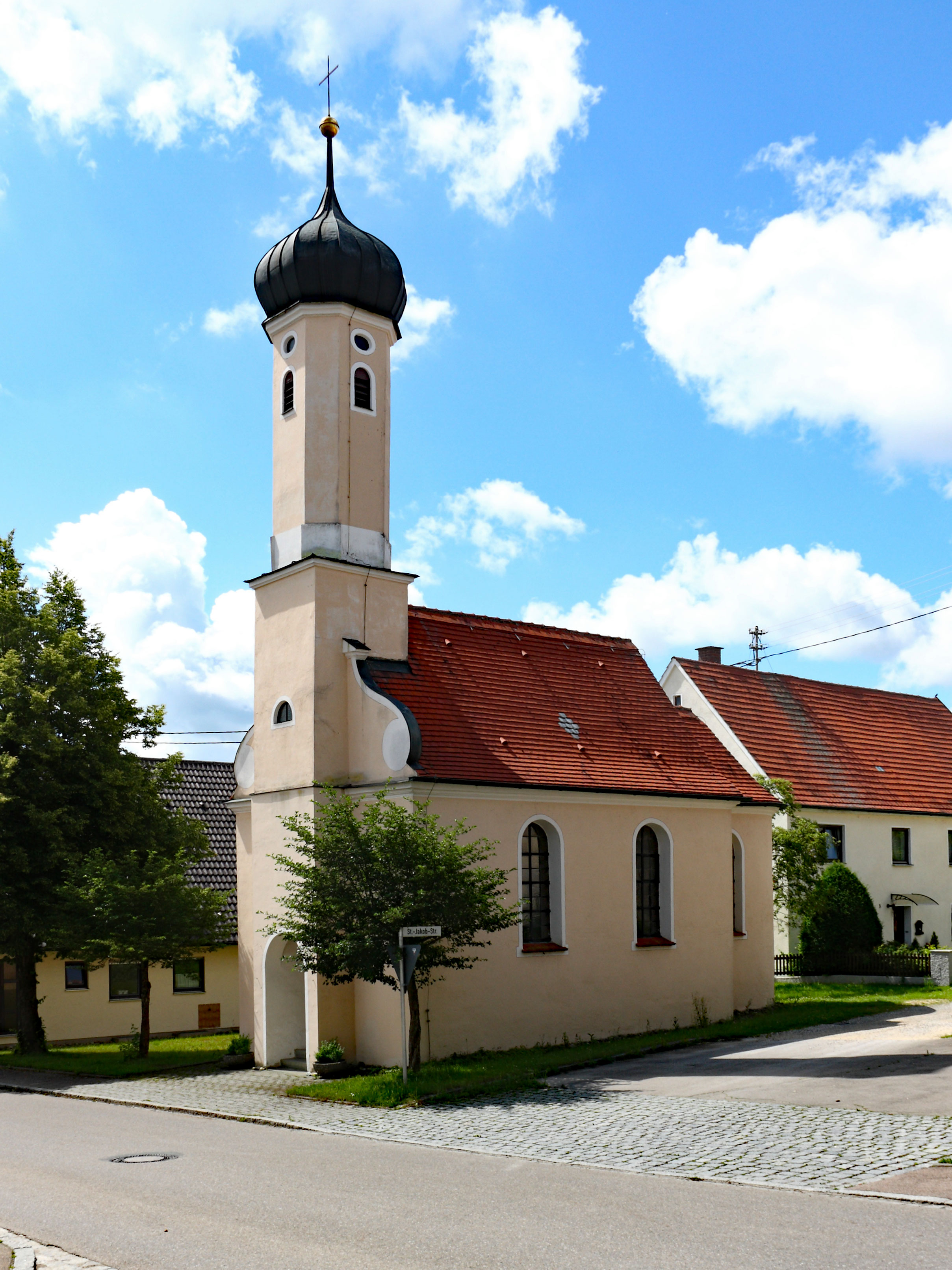
St. Jakob in Waldstetten

Die römisch-katholische Kapelle St. Jakob steht in Waldstetten, einem Markt im schwäbischen Landkreis Günzburg in Bayern. Das Bauwerk ist in der Liste der Baudenkmäler in Waldstetten (Günz) als Baudenkmal unter der Nr. D-7-74-191-16 eingetragen.

## Beschreibung
Die Kapelle wurde 1831/32 erbaut. Sie besteht aus einem Langhaus, einem eingezogenen, halbrund geschlossenen Chor im Südwesten und einem in die Fassade im Nordosten halb eingestellten Kirchturm auf quadratischem Grundriss, dessen achteckiges Obergeschoss den Glockenstuhl beherbergt und der mit einer Zwiebelhaube bedeckt ist. 
Auf dem Altarretabel des neuromanischen Altars von 1864 wurde Jakobus der Ältere dargestellt.